# Juraj Tandler
Juraj Tandler (10. června 1934 Tornaľa – 11. ledna 2020 Bratislava) byl slovenský hudební skladatel a pedagog.

## Život
Narodil se 10. června 1934 v Tornaľe. Syn Viliama Tandlera a Vilmy Tandlerové roz. Erdélyi. Gymnázium absolvoval v Rimavské Sobotě. Studoval hru na housle u Viliama Kořínka v Bratislavě, v roce 1977 vystudoval kompozici na Janáčkově akademii múzických umění (JAMU) v Brně. Na jeho tvorbu měl vliv jeho učitel Miloslav Ištvan z JAMU. V letech 1977–2014 působil na konzervatoři v Bratislavě jako pedagog hudebně–teoretických předmětů, sluchové analýzy a kompozice. Zemřel v 11. ledna 2020 v Bratislavě.

## Dílo

### Publikace
- Bagately pre gitaru sólo. Bratislava: Slovenský hudobný fond, 1984, – 1 partitura (10 stran); 30 cm
- Suita pre štvoro husieľ. Bratislava: Slovenský hudobný fond, 1983. – 1 partitura (13 stran) + 4 hlasy; 30 cm
- CD: Missa brevis – Kyrie, Offertorium, Agnus Dei. In: Música nova spiritualis, 2014, CD.
- Suita a Prelúdium pre tance. In: Violin sólo 4 – Milán Paľa, 2012, CD.